# Ligier JS29
O JS29/JS29B/JS29C foi o modelo da Ligier da temporada de 1987 da F-1. Condutores: René Arnoux e Piercarlo Ghinzani.
A escuderia francesa começaria a temporada com o JS29 e motor Alfa Romeo L4 turbo, porém nos testes de pré-temporada o motor não agradou René Arnoux. Nos testes, o piloto criticou dizendo que o motor era uma bomba e comparou a unidade milanista a restos de comida e acrescentou que com esse motor nunca conseguira completar mais que duas voltas no circuito sem quebrar nada.
Decepcionada com as declarações de Arnoux, a Alfa Romeo rompeu o contrato de fornecimento de motores com a escuderia de Guy Ligier, mas uma outra versão sobre o caso diz que a FIAT, indústria italiana proprietária da Alfa Romeo, decidiu desviar todos os seus investimentos para provas de rali e de longa duração do tipo 24 Horas. O contrato com a Ligier tinha sido assinado em julho de 1986, pelo prazo de três anos.
Contrato rompido e sem fornecedora, o time não foi disputar a prova de abertura, o GP do Brasil. Quase um mês, o time francês fecha acordo com a empresa americana Megatron, que tem os direitos sobre o fornecimento dos motores BMW para a F-1.
Foi feito um novo chassi e a Ligier foi para San Marino com o modelo batizado de JS29B.

## Resultados[4][5]
(legenda) 
| Ano  | Chassi | Motor                    | Pneus | N° | Pilotos            | 1   | 2   | 3   | 4   | 5   | 6   | 7   | 8   | 9   | 10  | 11  | 12  | 13  | 14  | 15  | 16  | Pontos | Posição |  |
| ---- | ------ | ------------------------ | ----- | -- | ------------------ | --- | --- | --- | --- | --- | --- | --- | --- | --- | --- | --- | --- | --- | --- | --- | --- | ------ | ------- |  |
|      |        |                          |       |    |                    |     |     |     |     |     |     |     |     |     |     |     |     |     |     |     |     |        |         |  |
|      |        |                          |       |    |                    | BRA | SMR | BEL | MON | USE | FRA | GBR | GER | HUN | AUT | ITA | POR | ESP | MEX | JAP | AUS |        |         |  |
| 1987 | JS29B  | Megatron M12/13 L4 Turbo | G     | 25 | René Arnoux        |     | DNS | 6   | 11  | 10  |     |     |     |     |     |     |     |     |     |     |     | 1      | 11°     |  |
| 1987 | JS29C  | Megatron M12/13 L4 Turbo | G     | 25 | René Arnoux        |     |     |     |     |     | Ret | Ret | Ret | Ret | 10  | 10  | Ret | Ret | Ret | Ret | Ret | 1      | 11°     |  |
| 1987 | JS29B  | Megatron M12/13 L4 Turbo | G     | 26 | Piercarlo Ghinzani |     | Ret | 7   | 12  | Ret |     |     |     |     |     |     |     |     |     |     |     | 1      | 11°     |  |
| 1987 | JS29C  | Megatron M12/13 L4 Turbo | G     | 26 | Piercarlo Ghinzani |     |     |     |     |     | Ret | DSQ | Ret | 12  | 8   | 8   | Ret | Ret | Ret | 13  | Ret | 1      | 11°     |  |